# Epirhabdoides ivanovi
Epirhabdoides ivanovi är en blötdjursart som beskrevs av Steiner 1999. Epirhabdoides ivanovi ingår i släktet Epirhabdoides och familjen Anulidentaliidae. Inga underarter finns listade i Catalogue of Life.